# Marchiennes
Marchiennes (Nederlands: Marsenne) is een gemeente in het Franse Noorderdepartement (Frans: département du Nord). De gemeente telde 4.506 inwoners op 1 januari 2022. Marchiennes ligt aan de Scarpe.

## Geschiedenis

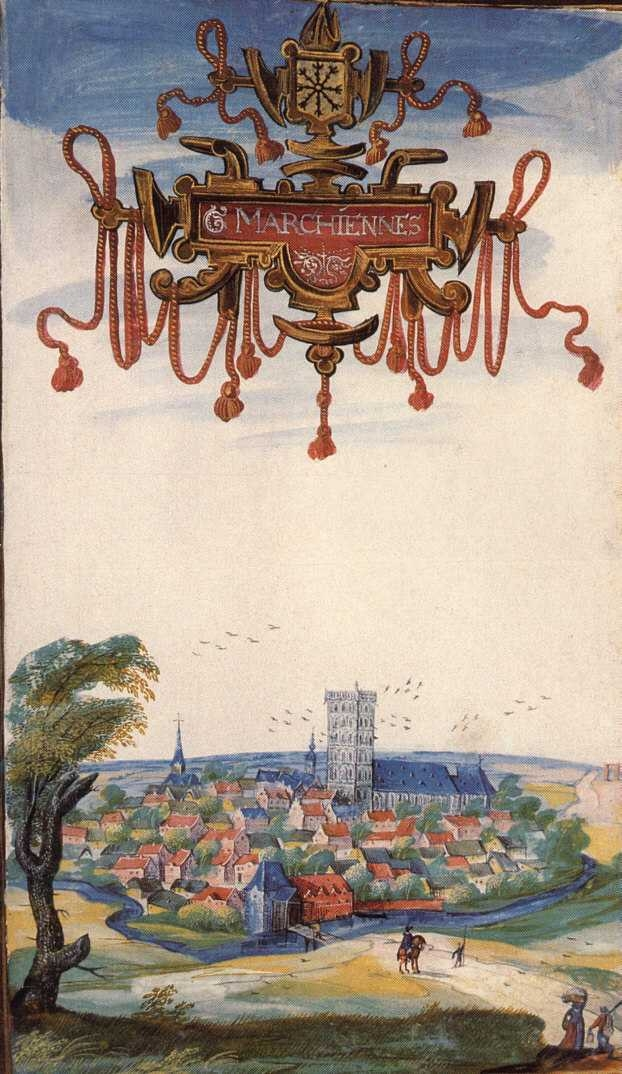
Marchiennes

In Marchiennes werd in 630 de abdij van Marchiennes opgericht door Adalbald van Ostrevant. Zijn echtgenote Richtrudis werd hier na zijn dood abdis. In 1024 werd het een benedictijnerabdij. Die kende haar grootste bloei onder abt Jacques Coene in de 16 de eeuw. De rijke abt schonk de abdijkerk schilderijen van Jan van Scorel, Bernard van Orley, Jean Bellegambe en Anthonis Mor van Dashorst. De meeste van deze schilderijen zijn nu in musea in Douai, Rijsel, New York en Washington te vinden. De kloostergemeenschap bleef tot de Franse Revolutie bestaan.

## Geografie
De oppervlakte van Marchiennes bedroeg op 1 januari 2022 21,44 vierkante kilometer; de bevolkingsdichtheid was toen 210,2 inwoners per km².

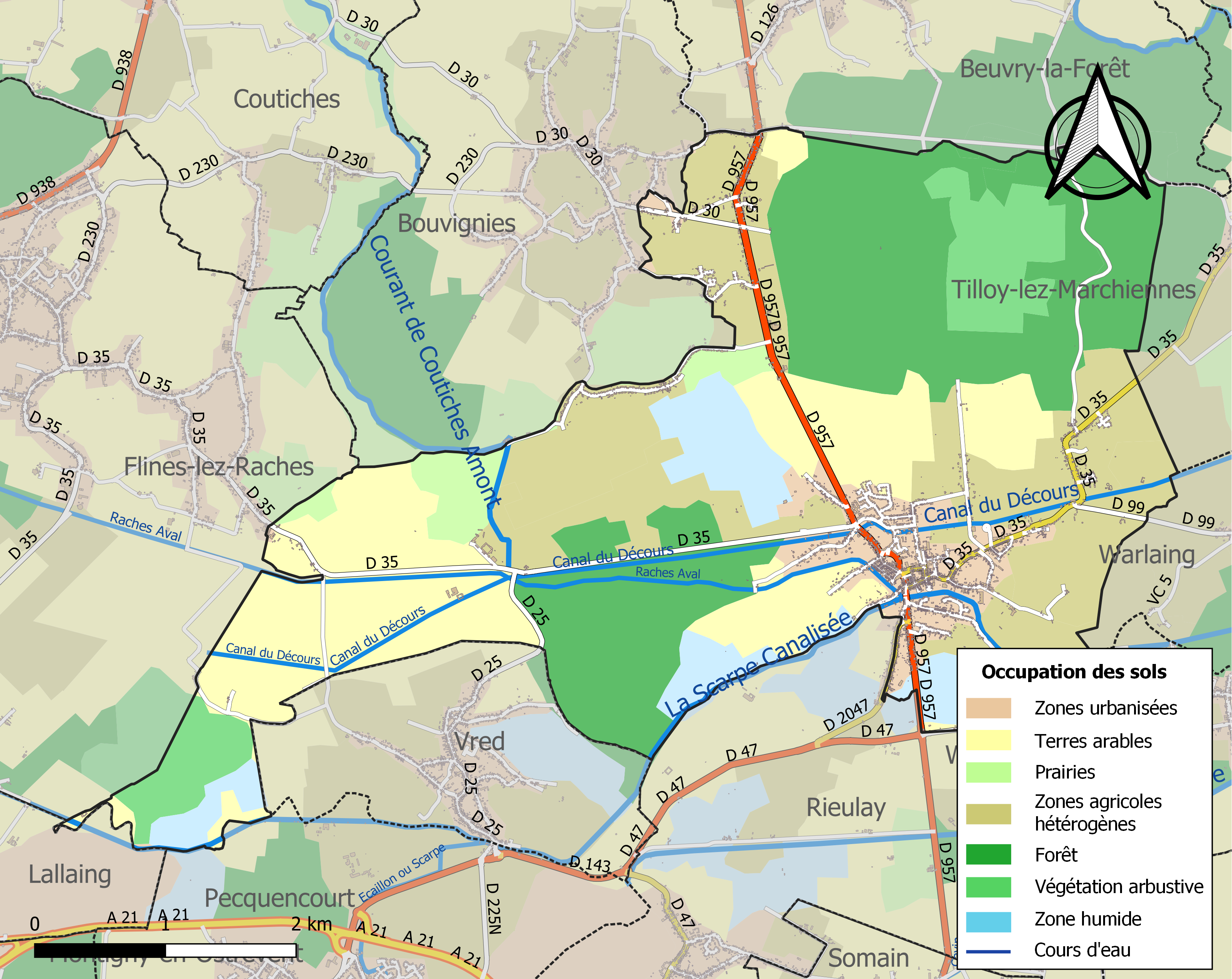
Kaart van de gemeente met belangrijkste infrastructuur, bodemgebruik en omliggende gemeenten

## Bezienswaardigheden
- De Sint-Richtrudiskerk (Église Sainte-Rictrude), ingeschreven als monument historique in 1992, is een classicistisch kerkgebouw van 1787, maar in 1790 viel de toren op het kerkschip. Van 1811-1815 werden toren en het kerkgewelf herbouwd.
- De voormalige abdij van Marchiennes, ingeschreven als monument historique in 1974

## Natuur en landschap
Marchiennes ligt aan de gekanaliseerde Scarpe. Het Forêt Domaniale de Marchiennes is een groot bos van ongeveer 800 ha. Natuurreservaten zijn de Tourbière de Marchiennes in het zuiden en de Pré des Nonnettes in het noorden. De hoogte aan de kerk bedraagt 23 meter.

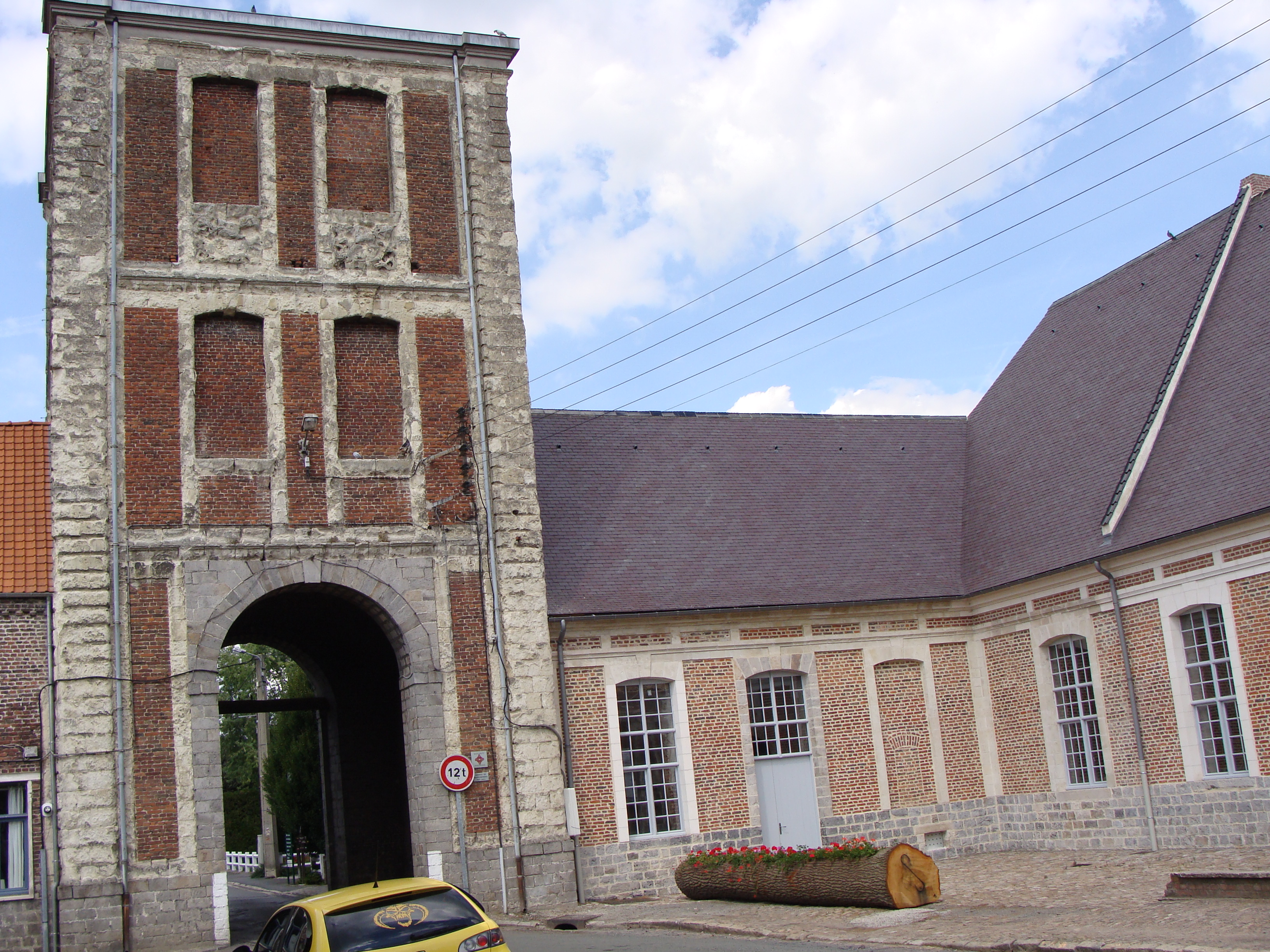
Voormalige brouwerij Dufour

## Demografie
Onderstaande figuur toont het verloop van het inwonertal (bron: INSEE-tellingen).

## Verkeer en vervoer
In de gemeente bevond zich het spoorwegstation Marchiennes.

## Bekende personen

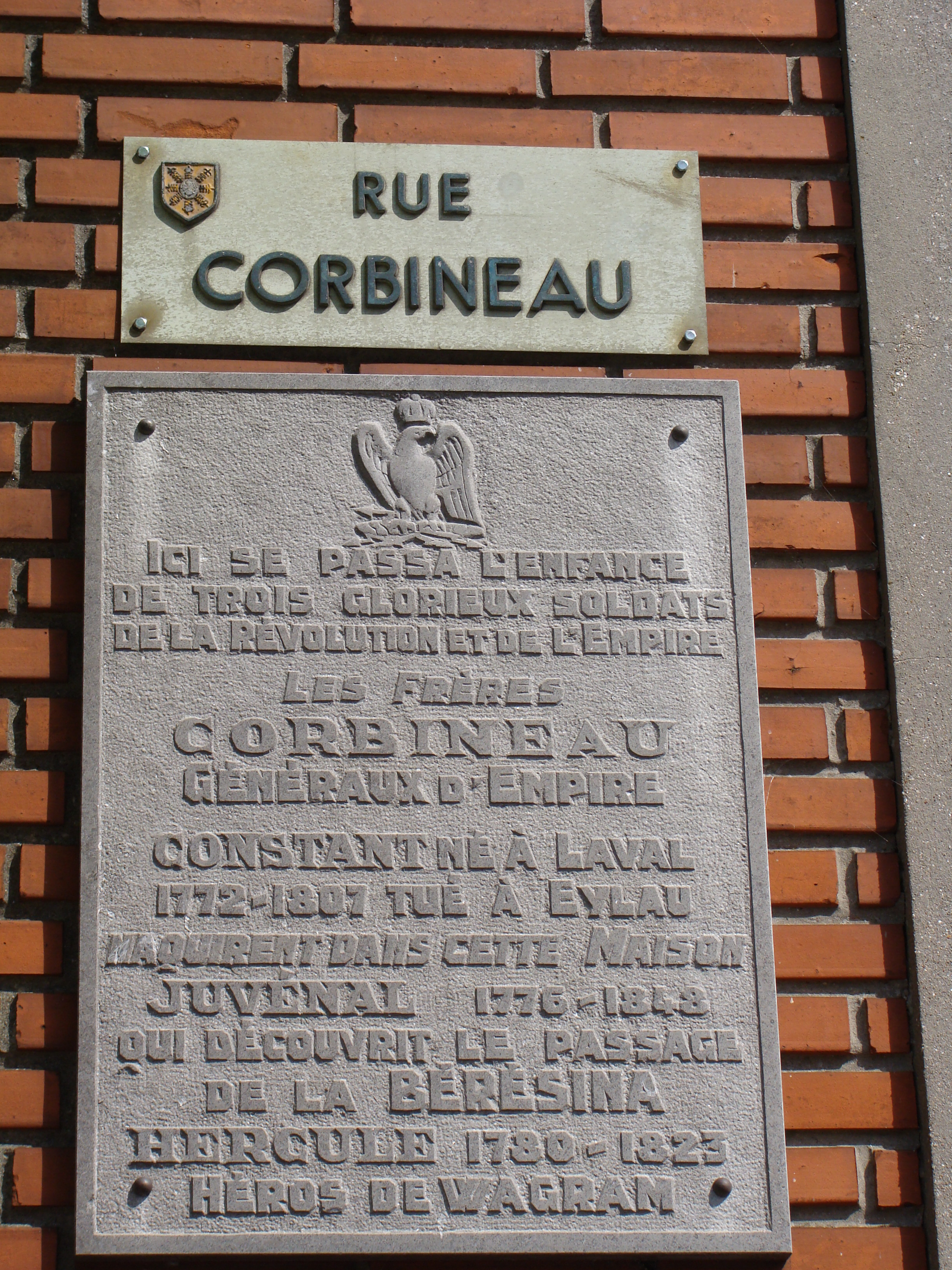
Gedenkplaat voor de broers Corbineau

- Jean-Baptiste Juvénal Corbineau, Frans generaal begin 19de eeuw. Jean-Baptiste Juvénal en zijn broers Claude en Hercule, die ook militair waren, werden de Trois Horaces genoemd.
- Alain Deloeuil, voormalig wielrenner en ploegleider
- Félix Labisse, schilder

## Nabijgelegen kernen
Warlaing, Wandignies-Hamage, Somain, Rieulay, Vred, Bouvignies